# Regno di Brycheiniog

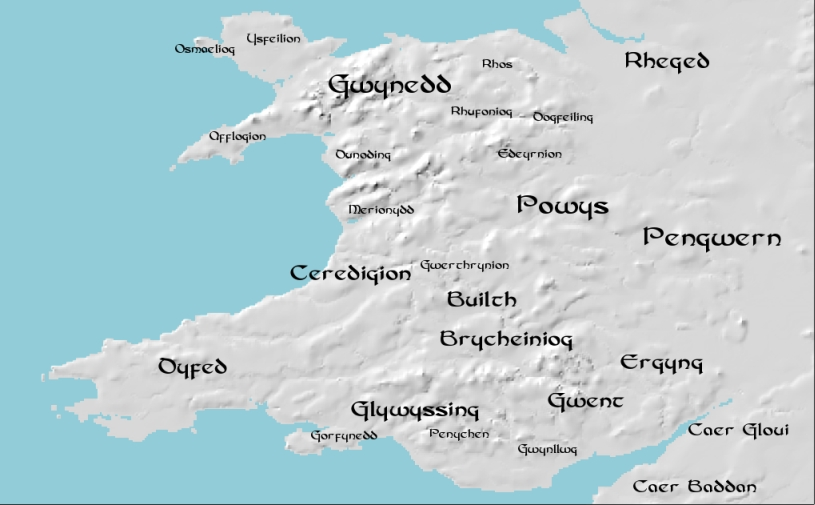
Galles nel V secolo

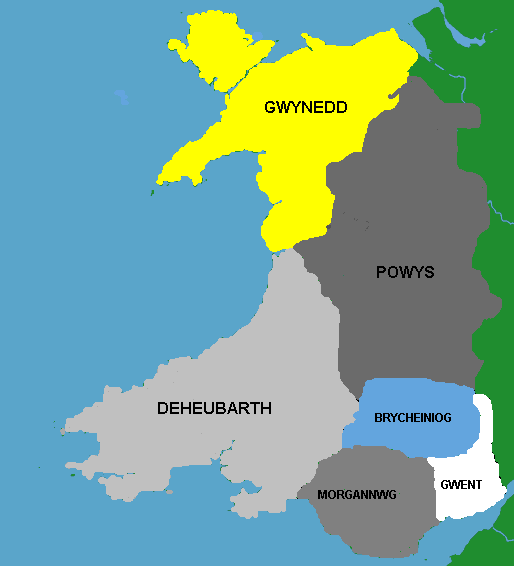
Regni medioevali del Galles

Il regno di Brycheiniog fu creato attorno alla metà del V secolo da re Brychan, da cui prese il nome. Oggi corrisponde più o meno alla contea tradizionale gallese del Brecknockshire, in Inghilterra, che confina a nord con il Radnorshire, a est con l'Herefordshire e il Monmouthshire, a sud con il Monmouthshire e il Glamorganshire e a ovest con il Carmarthenshire e il Cardiganshire. 
Brychan, che secondo la tradizione era nato in Irlanda, era figlio del sovrano irlandese Anlach mac Cormac. Egli si trasferì con la famiglia nell'area britannica nota come Garthmadrun, che fu poi chiamata Brycheiniog in suo onore quando divenne re dopo la morte del padre. La capitale del regno si trovava su un'isola artificiale a Llangorse, realizzata da un mastro costruttore irlandese allo scopo di mostrare l'orgoglio del sovrano per le sue origini irlandesi. Questo tipo di costruzione era ignota fuori dalla Scozia e dall'Irlanda ed è l'unica di questo genere conosciuta nel Galles. Beni di lusso furono portati qui da tutto il mondo e il tesoro del regno è stato scoperto nelle acque attorno all'isola pochi decenni fa. Purtroppo, l'insediamento fu distrutto da un raid anglo-sassone solo due decenni dopo la sua costruzione e fu abbandonato.
Brynach fondò una dinastia che regnò fino al VII secolo, quando il Brycheiniog passò nelle mani della casata reale del Dyfed. A lui successe il primogenito Rhain Dremrydd, zio di Cadwg, re di Gwynllg e Penychen. Attorno al 510 sul trono troviamo Rigenew ap Rhein, attorno al 540 Llywarch ap Rigenew e attorno al 580 Idwallon ap Llywarch. Attorno al 620 sul trono c'era Rhiwallon ap Idwallon, ultimo discendente maschio della linea genealogica di Brychen. Sua figlia Ceindrych, che in seconde nozze sposò il suo lontano cugino Cloten del Dyfed. Così per tre generazioni i due regni furono uniti, poi attorno alla metà dell'VIII secolo la casata reale del Dyfed divise il territorio e forse il fratello più giovane del re ebbe il Brycheiniog.
Attorno al 715 sul trono troviamo Rhain ap Cadwgan, che probabilmente regnava su Dyfed e su gran parte del Brycheiniog, mentre il fratello Awst ap Cadwgn governava su una piccola porzione del Brycheiniog. Attorno al 730 sul trono c'è Tewdr ap Rhein, secondogenito di Rhein e fratello di Tewdos, re del Dyfed. Nel 730 Tewdr uccise un pretendente al trono, Elwystl ap Awst. Attorno al 770 sul trono c'è Gryffydd ap Nowy, attorno all'800 Tewdr ap Gryffydd e tra l'840 e l'885 Elisedd ap Tewdr, che si sottomise ad Alfredo del Wessex per avere aiuto contro Anarawd Gwynedd. Attorno all'848 re Ithael del Gwent fu ucciso in battaglia contro Elisedd, forse scatenando una faida, che attirò ben presto Hywel ap Rhys del Glywyssing, cugino di Ithael, il quale scese in guerra contro Elisedd per delle terre. La situazione vide entrare in gioco anche Cadell, sovrano del Galles meridionale, probabilmente Cadell ap Rhodri del Seisyllwg. Hywel fu costretto a cedere. Attorno all'890 sul trono troviamo Tewdr ap Elisedd e attorno al 900 Gryffydd ap Elisedd. Attorno al 920, a seguito della crescente potenza del Deheubarth nel Galles meridionale, il Brycheiniog fu costretto a sottomettersi, diventando un regno-dipendente. Successivi sovrani furono Tewdr Brycheiniog ap Gryffydd, Gwylog ap Tewdr e attorno a 970 Elisedd ap Gwylog. L'ultimo sovrano noto del Brycheiniog è Gryffydd ap Elisedd (morto attorno al 1045). A questo punto il regno fu diviso in tre aree, che facevano parte del Deheubarth. Nel XII secolo i normanni conquistarono il Galles e il Brycheiniog divenne una signoria, i cui lord erano soggetti alla famiglia Mortimer, che regnò su gran parte del Galles sud-orientale (area delle marche gallesi). Durante il regno di Llywelyn ap Gruffydd del Gwynedd, Enrico III d'Inghilterra gli riconobbe il titolo di Principe di Galles con il Trattato di Montgomery del 1267. Comunque il Brycheiniog fu attaccato nel 1276 dai lord Humphrey de Bohun e Roger Mortimer. Da questo momento il Brycheiniog fu soggetto al dominio inglese e divenne una contea.